# 吳燾
吳燾（1855年—？），字子明，雲南省永昌府保山縣（今雲南省保山縣）人，清朝政治人物、進士出身。
光緒元年，鄉試中舉；光緒二年，登進士。光緒八年，任廣西荔浦縣知縣。光緒十六年，任直隸趙州高邑縣知縣。后改任直隸邯鄲縣知縣、直隸開州知州。光緒二十七年，任冀州直隸州知州。光緒三十三年，署吉林提法使、督辦吉林營務。光緒三十四年，任吉林提法使。